# Mistrovství světa v alpském lyžování 2017
Mistrovství světa v alpském lyžování 2017, oficiálně FIS Alpine World Ski Championships 2017, byl v pořadí 44. ročník světového šampionátu, který probíhal ve švýcarském Svatém Mořici na hoře Piz Nair. Mistrovství se konalo od 6. do 19. února 2017. Svatý Mořic byl za hostitelské místo vybrán 31. května 2012 na kongresu Mezinárodní lyžařské federace v Jižní Koreji. Neúspěšnými finálovými kandidáty se staly švédské Åre a italská Cortina d'Ampezzo, jimž následně připadly další dva ročníky této vrcholné akce. 
Celkem se závodilo v 11 disciplínách, v nichž nejvyšší počet devíti medailí získalo Rakousko. Hostitelské Švýcarsko skončilo na druhém místě se sedmi cennými kovy. Ve Svatém Mořici se šampionát konal popáté, když navázala na předchozí ročníky z let 1934, 1948, 1974 a 2003. Oficiální znělkou se stala píseň „Empire“ od švýcarské hudební skupiny 77 Bombay Street, jež byla složena přímo pro účely šampionátu.

## Harmonogram a traťové informace
| Harmonogram a traťové informace | Harmonogram a traťové informace | Harmonogram a traťové informace | Harmonogram a traťové informace                       | Harmonogram a traťové informace | Harmonogram a traťové informace | Harmonogram a traťové informace | Harmonogram a traťové informace | Harmonogram a traťové informace | Harmonogram a traťové informace | Harmonogram a traťové informace | Harmonogram a traťové informace |
| Den                             | datum                           | čas                             | závod                                                 | start                           | cíl                             | převýšení                       | délka                           | prům. sklon                     |                                 |                                 |                                 |
| ------------------------------- | ------------------------------- | ------------------------------- | ----------------------------------------------------- | ------------------------------- | ------------------------------- | ------------------------------- | ------------------------------- | ------------------------------- | ------------------------------- | ------------------------------- | ------------------------------- |
| Út                              | 7. února                        | 12.00                           | Super-G žen                                           | 2590 m                          | 2040 m                          | 550 m                           | 2059 m                          | 26,7 %                          |                                 |                                 |                                 |
| St                              | 8. února                        | 12.00                           | Super-G mužů                                          | 2640 m                          | 2040 m                          | 600 m                           | 1920 m                          | 31,3 %                          |                                 |                                 |                                 |
| Pá                              | 10. února                       | 10.00                           | Superkombinace žen – sjezd                            | 2590 m                          | 2040 m                          | 550 m                           | 2059 m                          | 26,7 %                          |                                 |                                 |                                 |
| Pá                              | 10. února                       | 13.00                           | Superkombinace žen – slalom                           | 2210 m                          | 2030 m                          | 180 m                           |                                 |                                 |                                 |                                 |                                 |
| Ne                              | 12. února                       | 12.00                           | Sjezd žen                                             | 2745 m                          | 2040 m                          | 705 m                           | 2633 m                          | 26,8 %                          |                                 |                                 |                                 |
| Ne                              | 12. února                       | 13.30                           | Sjezd mužů                                            | 2745 m                          | 2040 m                          | 705 m                           | 2920 m                          | 24,1 %                          |                                 |                                 |                                 |
| Po                              | 13. února                       | 10.00                           | Superkombinace mužů – sjezd                           | 2745 m                          | 2040 m                          | 705 m                           | 2920 m                          | 24,1 %                          |                                 |                                 |                                 |
| Po                              | 13. února                       | 13.00                           | Superkombinace mužů – slalom                          | 2220 m                          | 2040 m                          | 180 m                           |                                 |                                 |                                 |                                 |                                 |
| Út                              | 14. února                       | 12.00                           | Soutěž družstev – smíšená                             |                                 |                                 |                                 |                                 |                                 |                                 |                                 |                                 |
| Čt                              | 16. února                       | 9.45 13.00                      | Obří slalom žen – 1. kolo Obří slalom žen – 2. kolo   | 2385 m                          | 2030 m                          | 355 m                           |                                 |                                 |                                 |                                 |                                 |
| Pá                              | 17. února                       | 9.45 13.30                      | Obří slalom mužů – 1. kolo Obří slalom mužů – 2. kolo | 2385 m                          | 2030 m                          | 355 m                           |                                 |                                 |                                 |                                 |                                 |
| So                              | 18. února                       | 9.45 13.00                      | Slalom žen – 1. kolo Slalom žen – 2. kolo             | 2220 m                          | 2030 m                          | 190 m                           |                                 |                                 |                                 |                                 |                                 |
| Ne                              | 19. února                       | 9.45 13.00                      | Slalom mužů – 1. kolo Slalom mužů – 2. kolo           | 2220 m                          | 2030 m                          | 190 m                           |                                 |                                 |                                 |                                 |                                 |
| Uveden je místní čas (UTC+1).   |                                 |                                 |                                                       |                                 |                                 |                                 |                                 |                                 |                                 |                                 |                                 |

## Medailisté

### Muži
| Závod          | Zlato                    | Zlato   | Stříbro                   | Stříbro | Bronz                         | Bronz   |
| -------------- | ------------------------ | ------- | ------------------------- | ------- | ----------------------------- | ------- |
| Sjezd          | Beat Feuz Švýcarsko      | 1:38,91 | Erik Guay Kanada          | 1:39,03 | Max Franz Rakousko            | 1:39,28 |
| Super-G        | Erik Guay Kanada         | 1:25,38 | Kjetil Jansrud Norsko     | 1:25,83 | Manuel Osborne-Paradis Kanada | 1:25,89 |
| Obří slalom    | Marcel Hirscher Rakousko | 2:13,31 | Roland Leitinger Rakousko | 2:13,56 | Leif Kristian Haugen Norsko   | 2:14,02 |
| Slalom         | Marcel Hirscher Rakousko | 1:34,75 | Manuel Feller Rakousko    | 1:35,43 | Felix Neureuther Německo      | 1:35,68 |
| Superkombinace | Luca Aerni Švýcarsko     | 2:26,33 | Marcel Hirscher Rakousko  | 2:26,34 | Mauro Caviezel Švýcarsko      | 2:26,39 |

### Ženy
| Závod          | Zlato                                      | Zlato   | Stříbro                                    | Stříbro | Bronz                                  | Bronz   |
| -------------- | ------------------------------------------ | ------- | ------------------------------------------ | ------- | -------------------------------------- | ------- |
| Sjezd          | Ilka Štuhecová Slovinsko                   | 1:32,85 | Stephanie Venierová Rakousko               | 1:33,25 | Lindsey Vonnová Spojené státy americké | 1:33,30 |
| Super-G        | Nicole Schmidhoferová Rakousko             | 1:21,34 | Tina Weiratherová Lichtenštejnsko          | 1:21,67 | Lara Gutová Švýcarsko                  | 1:21,70 |
| Obří slalom    | Tessa Worleyová Francie                    | 2:05,55 | Mikaela Shiffrinová Spojené státy americké | 2:05,89 | Sofia Goggiová Itálie                  | 2:06,29 |
| Slalom         | Mikaela Shiffrinová Spojené státy americké | 1:37,27 | Wendy Holdenerová Švýcarsko                | 1:38,91 | Frida Hansdotterová Švédsko            | 1:39,02 |
| Superkombinace | Wendy Holdenerová Švýcarsko                | 1:58,88 | Michelle Gisinová Švýcarsko                | 1:58,93 | Michaela Kirchgasserová Rakousko       | 1:59,26 |

### Družstva
| Závod   | Zlato | Stříbro                                                                                           | Bronz |
| ------- | --- | ------------------------------------------------------------------------------------------------- | --- |
| detaily | FrancieAdeline Baud Mugnierová Nastasia Noensová Tessa Worleyová Mathieu Faivre Julien Lizeroux Alexis Pinturault | SlovenskoTereza Jančová Veronika Velez Zuzulová Petra Vlhová Matej Falat Adam Žampa Andreas Žampa | ŠvédskoFrida Hansdotterová Maria Pietilä Holmnerová Emelie Wikströmová Mattias Hargin Gustav Lundbäck André Myhrer |

## Medailové pořadí

### Medailové pořadí národů
| Pořadí         | Stát                   | Zlato | Stříbro | Bronz | Celkově |
| 1.             | Rakousko               | 3     | 4       | 2     | 9       |
| 2.             | Švýcarsko              | 3     | 2       | 2     | 7       |
| 3.             | Francie                | 2     | 0       | 0     | 2       |
| 4.             | Kanada                 | 1     | 1       | 1     | 3       |
| 4.             | Spojené státy americké | 1     | 1       | 1     | 3       |
| 6.             | Slovinsko              | 1     | 0       | 0     | 1       |
| 7.             | Norsko                 | 0     | 1       | 1     | 2       |
| 8.             | Lichtenštejnsko        | 0     | 1       | 0     | 1       |
| 8.             | Slovensko              | 0     | 1       | 0     | 1       |
| 10.            | Švédsko                | 0     | 0       | 2     | 2       |
| 11.            | Itálie                 | 0     | 0       | 1     | 1       |
| 11.            | Německo                | 0     | 0       | 1     | 1       |
| Medailové sady | Medailové sady         | 11    | 11      | 11    | 33      |

## Účastnické státy
Na Mistrovství světa 2017 startovalo 589 lyžařů ze 77 členských výprav Mezinárodní lyžařské federace, kteří soupeřili o 11 medailových sad a celkem 48 medailí.
- Afghánistán
- Albánie
- Andorra
- Argentina
- Arménie
- Austrálie
- Ázerbájdžán
- Belgie
- Bělorusko
- Bosna a Hercegovina
- Bolívie
- Brazílie
- Bulharsko
- Černá Hora
- Česko
- Čína
- Dánsko
- Estonsko
- Finsko
- Francie
- Gruzie
- Německo
- Řecko
- Haiti
- Chile
- Chorvatsko
- Island
- Indie
- Írán
- Irsko
- Izrael
- Itálie
- Jamajka
- Jižní Afrika
- Japonsko
- Kanada
- Kazachstán
- Keňa
- Kolumbie
- Kosovo
- Kypr
- Kyrgyzstán
- Libanon
- Lichtenštejnsko
- Litva
- Lotyšsko
- Lucembursko
- Madagaskar
- Maďarsko
- Severní Makedonie
- Malajsie
- Malta
- Maroko
- Mexiko
- Monako
- Nizozemsko
- Nový Zéland
- Norsko
- Peru
- Polsko
- Portugalsko
- Rakousko
- Rumunsko
- Rusko
- San Marino
- Spojené království
- Spojené státy americké
- Srbsko
- Slovensko
- Slovinsko
- Španělsko
- Švédsko
- Švýcarsko
- Tonga
- Ukrajina
- Uzbekistán
- Venezuela